# Щеплоти
Щепло́ти (пол. Szczepłoty) —  село в Україні, в Яворівському районі Львівської області. Населення становить 280 осіб. Орган місцевого самоврядування — Яворівська міська рада.

## Історія
В селі існував василіанський монастир, закладений, як продовження грушівського зібрання і обладнаний в 1626 році Адамом Літинським, паном Грушева. Засновник надав монастирю поле, луги, став і млин. У монастирі перебувало 12 ченців. Окрім того було збудовано дві келії для монахів і каплиці над могилою отця Христофора Волковецького, вікарія Патріарха Константинополя. Першим ігуменом щеплоцького монастиря став о. Авраамій (пом. 1653 р.), одним з чергових був о. Юзеф Вовк з ближнього Дрогомишля (пом. 1708 р.), будівничий монастирської церкви Благовіщення Пресвятої Богородиці.
Свою присутність в історії монастиря зазначив також Ян III Собєський, який в 1678 році підтвердив елекційний документ, а пізніше залучив до нього чергові надання. До монастиря належало також село Поруби. Отже, це було заможне зібрання. Наприкінці XVII століття при монастирі відкрито послушництво, а в 1772 році школу риторики. При монастирській церкві діяло також братерство святого Онуфрія, покликане до життя в 1744 році. Функцію старшого брата виконував спадкоємець Розвадовський, галицький каштелян, тодішній власник Грушева. Після поділів Польщі, австрійські власті ліквідували монастир. У 1788 році ченці перенеслися до сусіднього Крехова.
У 30-их роках ХХ ст. симпатикам комуністичних ідей вдалось організувати у селі осередок КПЗУ.

## Відомі люди
- Калинович Іван Олексійович — український живописець.